# 갈리치아 전투

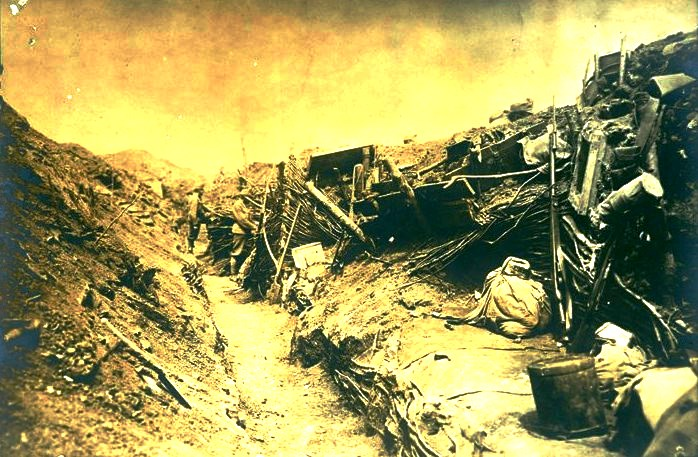
러시아의 폭격으로 파괴된 오스트리아-헝가리 제국군의 참호

갈리치아 전투는 1914년 제1차 세계 대전 초기에 러시아 제국과 오스트리아-헝가리 제국 사이에 벌어진 주요 전투다. 갈리치아 전투의 결과로 러시아 제국은 오스트리아-헝가리 제국의 북동부에 해당하는 갈리치아 지역을 차지했고 오스트리아-헝가리 제국군의 동부 지역 병력의 약 절반 가까이가 손실을 입었으며 오스트리아-헝가리 제국은 세르비아 전선에서 병력을 철수시킬 수밖에 없었지만 러시아의 피해도 막심하였고, 결국 러시아 제국은 고르리체-타르누프 공세에서 패하여 갈리치아 전투에서 획득한 영토를 상실했다.